# Paratetrapedia bicolor
Paratetrapedia bicolor är en biart som först beskrevs av Smith 1854.  Paratetrapedia bicolor ingår i släktet Paratetrapedia och familjen långtungebin. Inga underarter finns listade i Catalogue of Life.